# Heinrich Reich (Maler)
Heinrich Reich  (* 6. April 1888 in München; † 9. August 1961) war ein deutscher Arzt, Maler und Musiker.

## Leben
Reich absolvierte eine medizinische Ausbildung an den Universitäten Straßburg, Göttingen und München. Seine Dissertation und andere medizinische Fachartikel veröffentlichte er in medizinischen Fachzeitschriften. Er lebte acht Jahre in Asien, die Mentalität der Asiaten hat ihn  beeinflusst. Ihn faszinierte alles, was mit der Bildersprache der Seele zusammenhing.
Die Arbeit als Röntgenfacharzt befriedigte ihn nicht mehr. Er zog 1945 nach München und arbeitete als Schriftsteller und Maler. Er malte Paracelsus, Frauen auf Bali und verschiedene abstrakte Geburtsbilder.

## Abstrakte Malerei
Reich interessierte die gegenstandslose Malerei und ob die Menschen in abstrakten Bildern das Gleiche erkennen würden. Angelehnt an den Rorschachtest, experimentierte er ab 1945 mit Symbolbildern, die er in Aquarelltechnik herstellte. Er wollte feststellen, ob andere die Symbole als Entsprechung einer Empfindung wiedererkennen. Testpersonen suchte er anfänglich unter Künstlern, die seine beidseitigen 30 × 40 großen bemalten Tafeln testeten und auswerteten. Die Testpersonen erkannten nicht nur die Symbole, sondern wurden – nach Goethe – „im Innern berührt“. Durch die Wahl der Karten, die als sympathisch oder unsympathisch gedeutet wurden, konnten Probleme des Lebens und Hemmungen erkannt werden. So entstand der TU-ANIMA-Test, ein Test, auf den Psychologen aufmerksam wurden. Die Erfahrungsberichte und seine eigenen Erfahrungen veröffentlichte Reich in dem Buch Seelenbilder. Im Vorwort dieses Buches wies er auf das zehnjährige Bestehen des TU-ANIMA-Testes hin.
Reich war Mitbegründer der Kosmobiologischen Akademie Aalen e.V.

## Werke
- Seelenbilder. Strukturanalyse der Seele durch gegenstandsfreie Bilder. Lehrbuch des TUA-Testverfahrens und einer experimentellen Malerei. Rascherverlag, Zürich u. a. 1960.
- Das Geheimnis des Tierkreises. eine tiefenpsychologische Begründung der Astrologie. Barth-Verlag, München 1949.
- Menschenleben zwischen Herz und Hirn. Besinnungen u. Bilder. Löwen-Verlag, Braunschweig 1948.
- Die kosmische Prägung des Charakters. Leitfaden einer neuen Kosmographie für alle ernsthaften Forscher und Praktiker. Tuanima-Verlag, München 1953.
- Tuanima – Bilder antworten der Seele. Selbstverlag, München 1955.